# Willow Valley (Arizona)
Willow Valley es un lugar designado por el censo ubicado en el condado de Mohave en el estado estadounidense de Arizona. En el Censo de 2010 tenía una población de 1062 habitantes y una densidad poblacional de 82,44 personas por km².

## Geografía
Willow Valley se encuentra ubicado en las coordenadas 34°55′40″N 114°37′36″O / 34.92778, -114.62667. Según la Oficina del Censo de los Estados Unidos, Willow Valley tiene una superficie total de 12.88 km², de la cual 12.78 km² corresponden a tierra firme y (0.76%) 0.1 km² es agua.

## Demografía
Según el censo de 2010, había 1062 personas residiendo en Willow Valley. La densidad de población era de 82,44 hab./km². De los 1062 habitantes, Willow Valley estaba compuesto por el 87.57% blancos, el 0.09% eran afroamericanos, el 4.61% eran amerindios, el 0.56% eran asiáticos, el 0.28% eran isleños del Pacífico, el 3.48% eran de otras razas y el 3.39% pertenecían a dos o más razas. Del total de la población el 10.36% eran hispanos o latinos de cualquier raza.